# Walter Lofthouse Dean

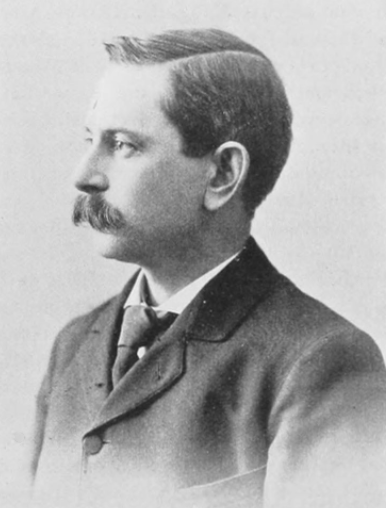
Porträt von Walter Lofthouse Dean (1854–1912) aus Men of Progress: One Thousand Biographical Sketches and Portraits of Leaders in Business and Professional Life in the Commonwealth of Massachusetts, 1896, Seite 637

Walter Lofthouse Dean (* 4. Juni 1854 in Lowell, Massachusetts; † 13. März 1912 in Gloucester, Massachusetts) war ein amerikanischer Marinemaler und Kunstpädagoge.

## Leben
Walter Lofthouse Dean wurde als dritter Sohn von Benjamin Dean, einem aus England stammenden Anwalt und US-Kongressabgeordneten, und Mary Ann (geb. French) geboren. Seine Großeltern väterlicherseits, Benjamin und Alice Lofthouse Dean, wanderten 1829 aus Clitheroe, England, in die Vereinigten Staaten aus. Nach dem Besuch öffentlicher Schulen begann Dean eine Ausbildung in der Baumwollindustrie in Tilton, New Hampshire, entschied sich jedoch gegen eine Karriere in diesem Bereich. Im Jahr 1873 schrieb er sich am Massachusetts Institute of Technology (MIT) für Architektur ein, wechselte jedoch bald an die Massachusetts State Normal Art School (heute Massachusetts College of Art and Design), wo er unter Walter Smith studierte. Nach seinem Abschluss unterrichtete er an der Purdue University in Indiana und später an der Boston Free Evening Drawing School.
1881 studierte Dean Malerei bei Achille Oudinot in Boston, einem Schüler von Jean-Baptiste-Camille Corot und Charles-François Daubigny. 1882 reiste er nach Frankreich, wo er sieben Monate an der bretonischen Küste verbrachte und anschließend an der Académie Julian in Paris bei Jules-Joseph Lefebvre und Gustave Boulanger studierte. In den folgenden Jahren bereiste er die Küsten Frankreichs, Belgiens, der Niederlande, Italiens und Englands, wo er in Cornwall in einer alten Kapelle ein Atelier einrichtete.

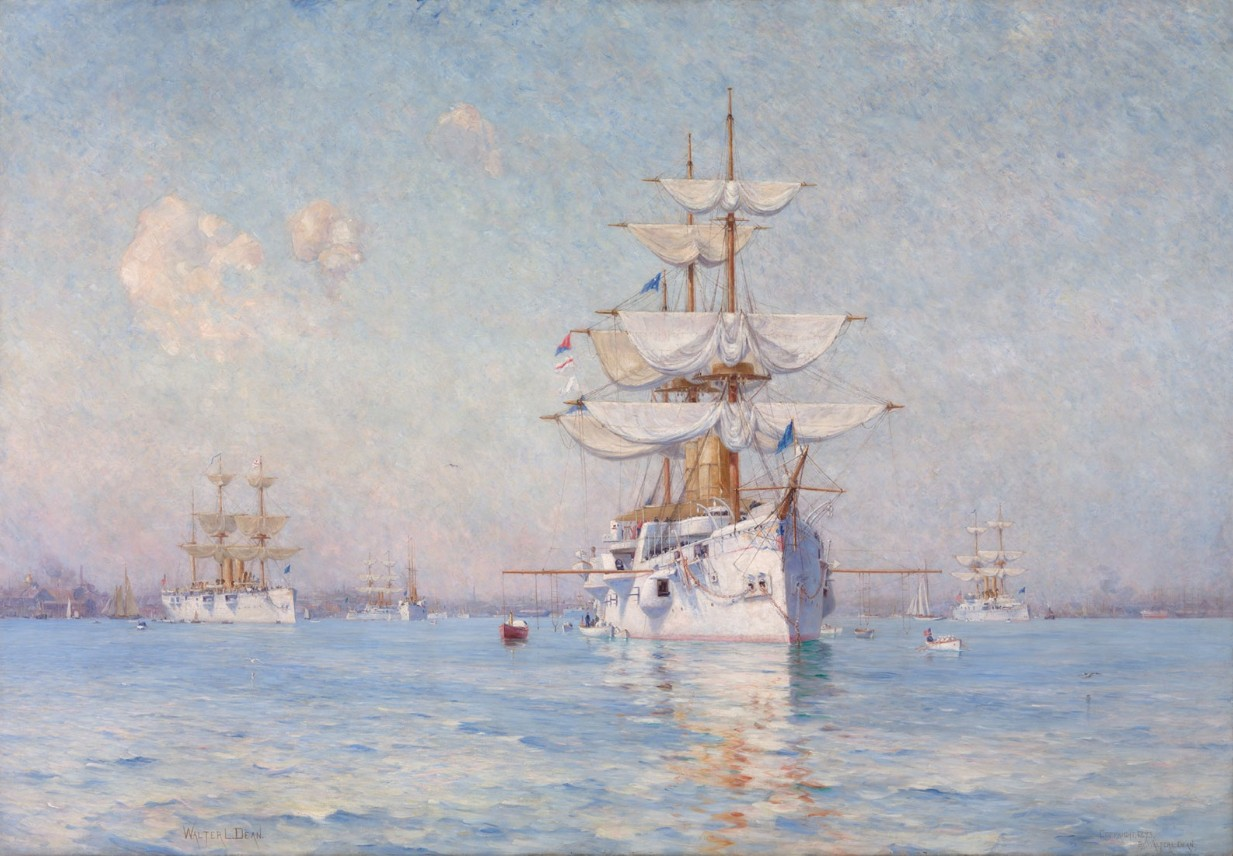
Walter Lofthouse Dean: Peace, 1893. Cannon House Office Building. – Das Gemälde zeigt amerikanische Kriegsschiffe bei Übungen und Manövern. Im Vordergrund ist die Chicago, das größte Schiff, zu sehen; hinter ihr liegen die Kreuzer Atlanta, Boston und Newark sowie das Kanonenboot Yorktown. In der Ferne sind weitere Schiffe und die Stadt Boston zu sehen, darunter die Kuppel des Massachusetts State House und das Bunker Hill Monument.

Dean war ein begeisterter Segler und verbrachte viel Zeit auf dem Meer. Bereits als Teenager unternahm er eine einmonatige Reise auf einem Fischerboot aus Gloucester. Im Jahr 1885 rüstete er eine 26 Tonnen schwere Yacht aus und unternahm eine viermonatige Seereise entlang der Küste Neuenglands. Später unternahm er längere Reisen mit der Barkentine Christiana Redman und der Bark Woodside, um sich mit Rahseglern vertraut zu machen. Kurz vor seinem Tod verbrachte er einen Sommer als Schiffszimmermann auf einem Walfänger aus Bedford, wo er Skizzen und Studien über den Walfang anfertigte.
Dean war Mitglied mehrerer Kunstvereine, darunter der Paint and Clay Club, die Society of Water Color Painters, der South Boston Art Club und der Salmagundi Club in New York. Er war auch Jurymitglied bei der Auswahl von Gemälden für die Weltausstellung 1900 in Paris. Dean erhielt mehrere Auszeichnungen, darunter eine Silbermedaille der Massachusetts Charitable Mechanic Association im Jahr 1895 und eine Medaille auf der Weltausstellung in St. Louis 1904.

## Werk
Walter Lofthouse Dean spezialisierte sich auf Marinemalerei und war bekannt für seine realistischen Darstellungen von Schiffen und Küstenlandschaften. Seine Werke zeichnen sich durch genaue Beobachtung, atmosphärische Tiefe und ein feines Gespür für Licht und Farbe aus. Dean verbrachte 25 Sommer in Gloucester, Massachusetts, wo er ein großes Atelier in Rocky Neck unterhielt und später ganzjährig lebte.

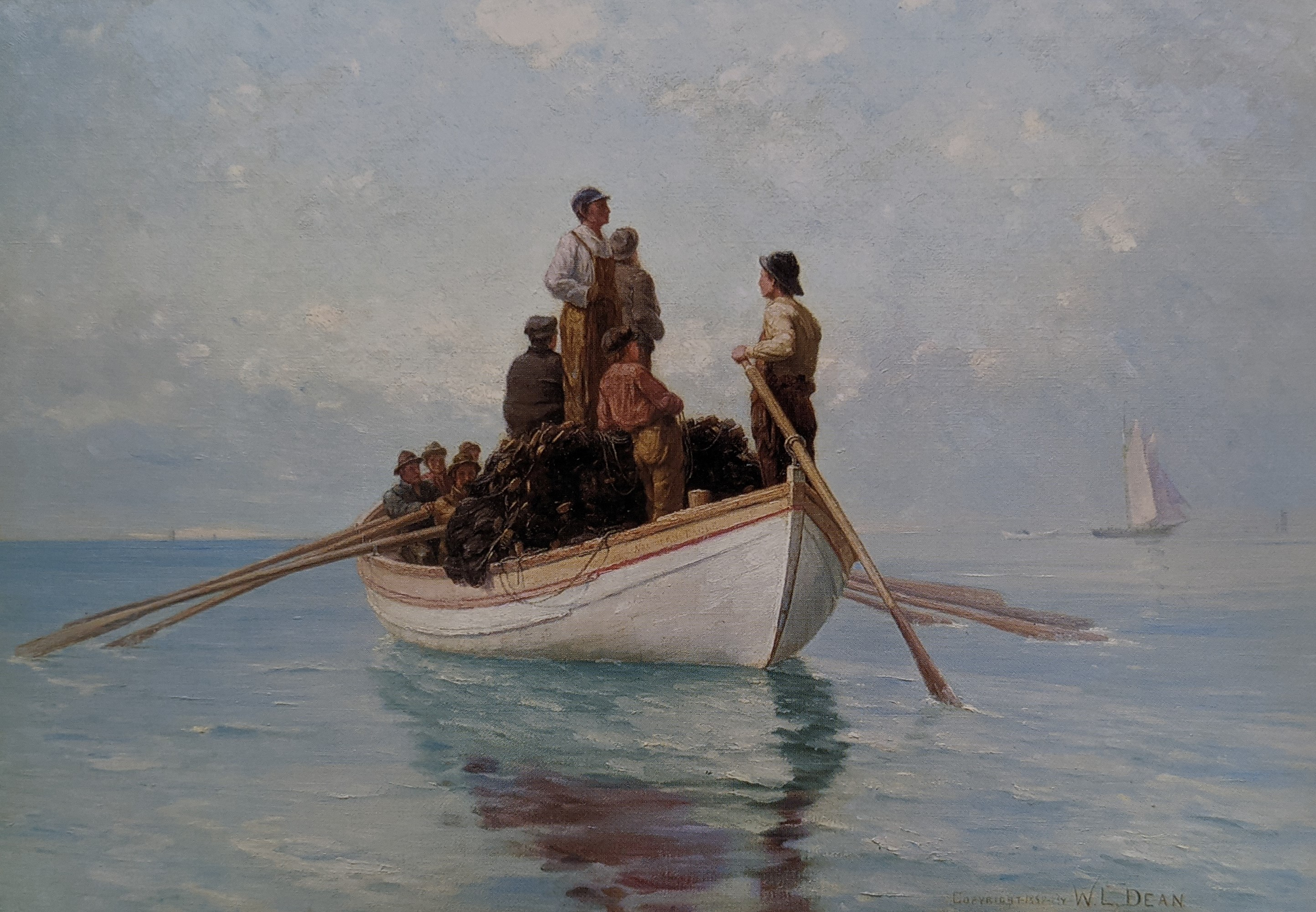
Walter Lofthouse Dean: Gloucester Seiners, 1888.

Zu seinen bekanntesten Werken zählt das Gemälde Peace (1891), das die White Squadron der US Navy im Hafen von Boston zeigt. Das großformatige Bild wurde 1893 auf der Weltausstellung in Chicago gezeigt und hing 1900 im US-Kapitol. Es wurde 1928 von der US-Regierung erworben und befindet sich heute im Cannon House Office Building.
Weitere bedeutende Werke sind:
- The Seiners (1888) und The Seiners' Return (1892), die Fischer bei der Arbeit darstellen und auf der Weltausstellung in Chicago gezeigt wurden.
- On the Deep Sea (1901), ein Gemälde von Fischern auf dem offenen Meer, das sich im Farnsworth Art Museum befindet.
- Gloucester Harbor (1906), ausgestellt im Sheldon Museum of Art.
- Fog Off Gloucester (ca. 1906), Teil der Sammlung des New Britain Museum of American Art.